# Leucovis lepta
Leucovis lepta is een vlinder uit de familie uilen (Noctuidae). De wetenschappelijke naam van deze soort is voor het eerst geldig gepubliceerd in 1918 door Fawcett.
De soort komt voor in tropisch Afrika.